# Найберг, Юлия
Юлия (Джулия) Кристина Найберг (Ниберг) (урожденная — Кристина Юлиана Свардстрём, швед. Julia Christina Nyberg; 17 ноября 1784, Скултуна Вестманланд, Швеция — 16 апреля 1854, там же) — шведская поэтесса. Литературный псевдоним — Ефросина (Euphrosyne).

## Биография
Родилась в семье чиновника коммунальной службы. В 13 лет осталась сиротой. Росла в приёмной семье промышленника. Воспитывалась во французском пансионе, где получила педагогическое образование, затем в 1802—1809 годах служила учителем.
В 1809 году переехала в Стокгольм. Много читала французской литературы (Руссо, Мадам де Сталь).
В том же году вышла замуж за торговца, но в 1818 году развелась с ним.
Была близка к обществу поэзии и критики «Aurora-Förbundet» (Союз Авроры), созданному Аттербумом, стремившемуся к освобождению отечественной литературы от цепей академической неподвижности и французского жеманства.
В 1822 году она вернулась в Скултуну и в том же году повторно вышла замуж за Андерса Вильгельма Найберга (Ниберга).

## Творчество
Одна из самых известных поэтесс Швеции периода романтизма.
Участвовала в издании нескольких популярных поэтических календарей. Автор ряда стихотворений. Стихотворный ритм и звучание слов были важными элементами её поэзии. Аттербум рассматривал её стихи как «первый тест многообещающего таланта». Он нашел в них наивность и «свежий естественный смысл», который указывал на «необычное призвание».
Популярными темами её произведений были сюжеты из времён средневековья, древние мифы, популярные исторические события и легенды.
За два сборника опубликованных стихов была награждена Шведской академией .

## Память
В честь Ю. Найберг названа улица в Скультуне.

## Избранные произведения
- Dikter af Euphrosyne (1822)
- Nyare Dikter af Euphrosyne (1828)
- Vublina (1828)
- Samlade Dikter af Euphrosyne (1832)
- Nya Dikter af Euphrosyne (1842)